# Johan van der Velde
Johan van der Velde (Rijsbergen, 12 dicembre 1956) è un ex ciclista su strada olandese.
Professionista dal 1978 al 1990, vinse tre tappe al Giro d'Italia e tre al Tour de France.

## Carriera
Agli inizi della carriera dimostrò predisposizione per le gare a tappe, imponendosi al Tour de Romandie nel 1978 e nel Critérium du Dauphiné Libéré del 1980, anno in cui fu anche miglior giovane al Tour de France. Questi risultati non furono confermati nei grandi giri, dove si limitò ad ottenere successi parziali, tra cui tre maglie ciclamino al Giro d'Italia ed il terzo posto al Tour de France 1982. Ottenne vittorie anche in corse in linea come la Coppa Bernocchi, la Freccia del Brabante ed il Meisterschaft von Zürich.
Al Giro d'Italia 1988 fu protagonista della quattordicesima tappa, lungo l'ascesa innevata verso il Passo del Gavia, con un attacco solitario lungo la salita, ben presto fermato da un principio di congelamento. La susseguente discesa fino a Bormio, per il freddo e il pericolo del gelo formatisi sull'asfalto, fu ancora più difficoltosa: van der Velde arrivò con quasi 47 minuti di distacco dal vincitore della tappa, il connazionale Erik Breukink. Tale vicenda è ricordata nella canzone Tulipani del gruppo reggiano Offlaga Disco Pax. Nonostante le difficoltà, riuscì a mantenere la maglia ciclamino fino alla fine del Giro.

## Dopo il ritiro
Dopo il ritiro dalle corse, avvenuto nel 1990, van der Velde iniziò a giocare d'azzardo e ad assumere anfetamine. Commise anche dei piccoli furti, il più grave dei quali avvenne quando una notte fece irruzione, insieme al fratello Theo, in un ufficio postale con l'intento di rubare macchine per stampare francobolli: in conseguenza di ciò fu arrestato e condannato a qualche mese di galera.
Uscito dal carcere, Johan ha dovuto vendere i trofei che aveva vinto e la sua villa per ripianare i debiti. Nel 1999 ha partecipato all'edizione olandese del Grande Fratello Vip ed in seguito si è convertito alla fede cristiana. Successivamente è rientrato nel mondo del ciclismo, seppur con incarichi minori: dopo una collaborazione nel team di pubbliche relazioni della Quick-Step, è stato assunto come autista dalla Roompot Orange Cycling Team nel 2015.

## Palmarès
- 1977

1ª tappa Tour de Liège
3ª tappa Tour de Liège
- 1978

1ª tappa Tour de Romandie (Yverdon)
5ª tappa Tour de Romandie (Thyon 2000)
Classifica generale Tour de Romandie
4ª tappa Tour of Britain (Southend)
Classifica generale Tour of Britain
4ª tappa Giro dei Paesi Bassi
Classifica generale Giro dei Paesi Bassi
- 1979

2ª tappa Tour de Romandie
- 1980

Campionati olandesi, Prova in linea
6ª tappa Critérium du Dauphiné Libéré
Classifica generale Critérium du Dauphiné Libéré
1ª tappa Volta Ciclista a Catalunya
4ª tappa, 1ª semitappa Volta Ciclista a Catalunya
4ª tappa, 2ª semitappa Volta Ciclista a Catalunya
5ª tappa Volta Ciclista a Catalunya
2ª tappa Giro dei Paesi Bassi
- 1981

Cronoprologo Critérium du Dauphiné Libéré
5ª tappa, 1ª semitappa Tour de Romandie
2ª tappa Tour de France (Nizza > Martigues)
21ª tappa Tour de France (Auxerre > Fontenay-sous-Bois)
1ª tappa Volta Ciclista a Catalunya
2ª tappa Volta Ciclista a Catalunya
4ª tappa Volta Ciclista a Catalunya
- 1982

2ª tappa Volta Ciclista a Catalunya
Campionati olandesi, Prova in linea
5ª tappa Giro dei Paesi Bassi
- 1983

Meisterschaft von Zürich
5ª tappa Settimana Catalana (Terrassa)
- 1984

5ª tappa Tour de Romandie
- 1985

4ª tappa Tour de Romandie
Coppa Bernocchi
- 1986

Freccia del Brabante
4ª tappa Tour de France (Évreux > Villers-sur-Mer)
19ª tappa Giro d'Italia (Cremona > Pejo Terme)
- 1987

15ª tappa Giro d'Italia (Lido di Jesolo > Sappada)
16ª tappa Giro d'Italia (Sappada > Canazei)
3ª tappa Tour de Suisse (Leibstadt > Basilea)

### Altri successi
- 1980

Classifica giovani Tour de France
- 1982

Acht van Chaam
9ª tappa, 1ª semitappa Tour de France (Lorient > Plumelec, cronosquadre)
- 1985

Classifica a punti Giro d'Italia
- 1986

Draai Van de Kaai - Roosendaal
- 1987

Classifica a punti Giro d'Italia
- 1988

Classifica a punti Giro d'Italia

## Piazzamenti

### Grandi Giri
- Giro d'Italia

1984: 5º
1985: 22º
1986: 16º
1987: 9º
1988: 65º
1989: non partito (11ª tappa)
- Tour de France

1979: 14º
1980: 12º
1981: 12º
1982: 3º
1983: ritirato (18ª tappa)
1986: 52º

### Classiche monumento
- Milano-Sanremo

1984: 11º
1985: 50º
1986: 67º
1987: 40º
1988: 58º
- Giro delle Fiandre

1982: 10º
1983: 8º
1984: 17º
1986: 19º
- Parigi-Roubaix

1981: 14º
1984: 5º
1986: 6º
- Liegi-Bastogne-Liegi

1979: 33º
1980: 9º
1982: 6º
1983: 40º
1984: 34º

### Competizioni mondiali
- Campionati del mondo su strada

Nürburgring 1978 - In linea: 26º
Valkenburg 1979 - In linea: 28
Sallanches 1980 - In linea: ritirato
Praga 1981 - In linea: 11º
Goodwood 1982 - In linea: 18º
Barcellona 1984 - In linea: ritirato
Giavera del Montello 1985 - In linea: 9º
Colorado Springs 1986 - In linea: 22º
Villach 1987 - In linea: 61º
Ronse 1988 - In linea: ritirato